# Villance
Villance [vijɑ̃ːs] (en wallon Viyance) est une section de la commune belge de Libin située en Région wallonne dans la province de Luxembourg.
C'était une commune à part entière avant la fusion des communes de 1977.

## Étymologie
Le nom de Villance trouve son origine dans le mot latin Villantia qui désignait une villa à usage agricole.[réf. nécessaire]

## Évolution démographique
- Source: DGS, 1831 à 1970=recensements population, 1976= habitants au 31 décembre
- 1900*: Scission de Maissin en 1895

## Histoire
Villance fut jadis un site occupé par deux villas gallo-romaines.

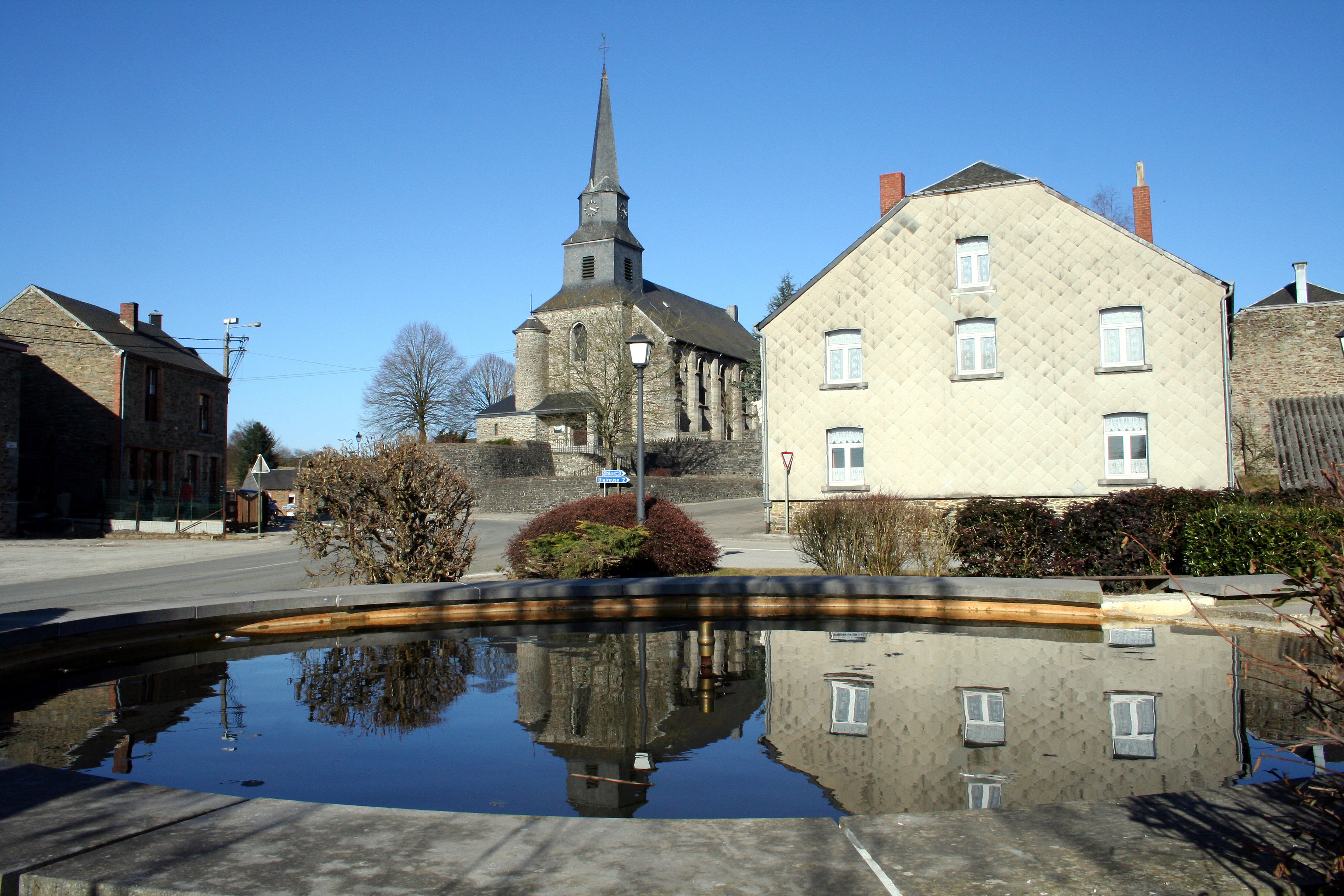
La grande fontaine et l’église du Saint-Sacrement.

Par la suite, le village fit partie des domaines carolingiens et fut transmis par héritage à Louis le Débonnaire.
L’ancien ban féodal de Villance (Villance lui-même, Transine, Libin, Smuid, et, pendant une courte période Redu et Maissin) avaient été rassemblés par les moines de l’abbaye de Prüm (Prüm, ville faisant actuellement partie de l’Allemagne). Il dépendait de la seigneurie de Mirwart.
Le château de Villance était situé sur l’emplacement de l’église actuelle. On peut encore voir des dalles de pierres millésimées provenant du château dans la sacristie de cette église.
Aux XVIe
et 
XVIIe siècles, le riche domaine boisé de Villance suscita de nombreuses convoitises et le village fut entraîné dans de nombreux conflits qui finirent par le ruiner presque complètement.
Ce n'est que grâce à l'allègement de taxes consenti par le seigneur de Mirwart qu'un redressement économique du village put s'amorcer. La scierie, les deux brasseries, les exploitations de salpêtre et de potasse mais aussi la culture de la pomme de terre finirent par compléter ce redressement qui persista jusqu'au milieu du XVIIIe siècle.
Au milieu du XXe siècle, l'abandon progressif des exploitations agricoles et des petites industries allait voir débuter un exode constant de la population vers des régions offrant des emplois plus sûrs et ce malgré la présence de l'hôtel "Le Vieux Jambon d'Ardenne" qui avait de nombreux client attirés par sa cuisine du terroir et ses plats de gibier. Cet hôtel, tenu par Albert Geniets et son épouse, fermera ses portes en 1964 à la suite du décès de son propriétaire le 13 mai 1964. Albert Geniets est inhumé au cimetière de Villance. 
Au XXIe siècle, seules une scierie et une menuiserie continuent à fonctionner, un garage, une boulangerie font encore partie de ces petits commerces locaux où le mot service prend toute sa signification. Les grands espaces verts et la qualité de vie de la région attirent de plus en plus de touristes mais aussi de nouveaux habitants dans le village. Ainsi, l'ancien hôtel-restaurant "Au vieux jambon d'Ardenne" s'est-il vu transformé en home d'accueil pour personnes âgées ; la place complètement transformée ne pourrait plus accueillir les stands forains lors des fêtes du village (juin et octobre) et s'est vue amputer de sa traditionnelle laiterie, de la bûcherie et du lavoir que beaucoup regrettent et auraient voulu voir vieillir en musée ; les anciens abreuvoirs, rappelant les activités agricoles ancestrales, ont mué en jardinières d'été.
Au cours de l’été 1944, un camp de la Mission Marathon a été organisé secrètement à proximité du village de Villance. La Mission Marathon, dirigée en Belgique par Albert Ancia, visait à mettre des aviateurs alliés à l’abri dans des camps, plutôt que de les évacuer par les filières d’évasion classiques. Abattus en territoires occupés, ils étaient acheminés de tout le pays vers l’Ardenne, en passant par Namur ou Liège. Six camps ont ainsi été établis en Ardenne, où les aviateurs allaient rester jusqu’à la Libération. Le camp de Villance était camouflé dans les dépendances du château de La Mambore, à mi-chemin entre Villance et Maissin. Dirigé par Walter Haesebrouck, il a accueilli plusieurs dizaines d’aviateurs amenés par Marathon ou recueillis directement auprès de la Résistance locale. Le 8 septembre, des Allemands font irruption dans le château et y arrêtent quatre aviateurs malades. Les autres aviateurs ont le temps de s’échapper des dépendances et ils sont recueillis un peu plus tard par les troupes américaines. Plusieurs habitants de la région ont contribué à la sécurité et au ravitaillement du camp.

## Patrimoine et culture

### Patrimoine architectural et sites
- Les traces d'un ancien bief d'abissage sont visibles sur le versant situé en face du chemin qui conduit au lieu-dit Chanmont[3].
- Le Grand Moulin de Villance est un bâtiment classé.
- Franchissant la Lesse qui délimite les communes de Libin et de Paliseul, les ponts Marie-Thérèse et de la Justice sont classés.

### Culture

#### Pensée wallonne

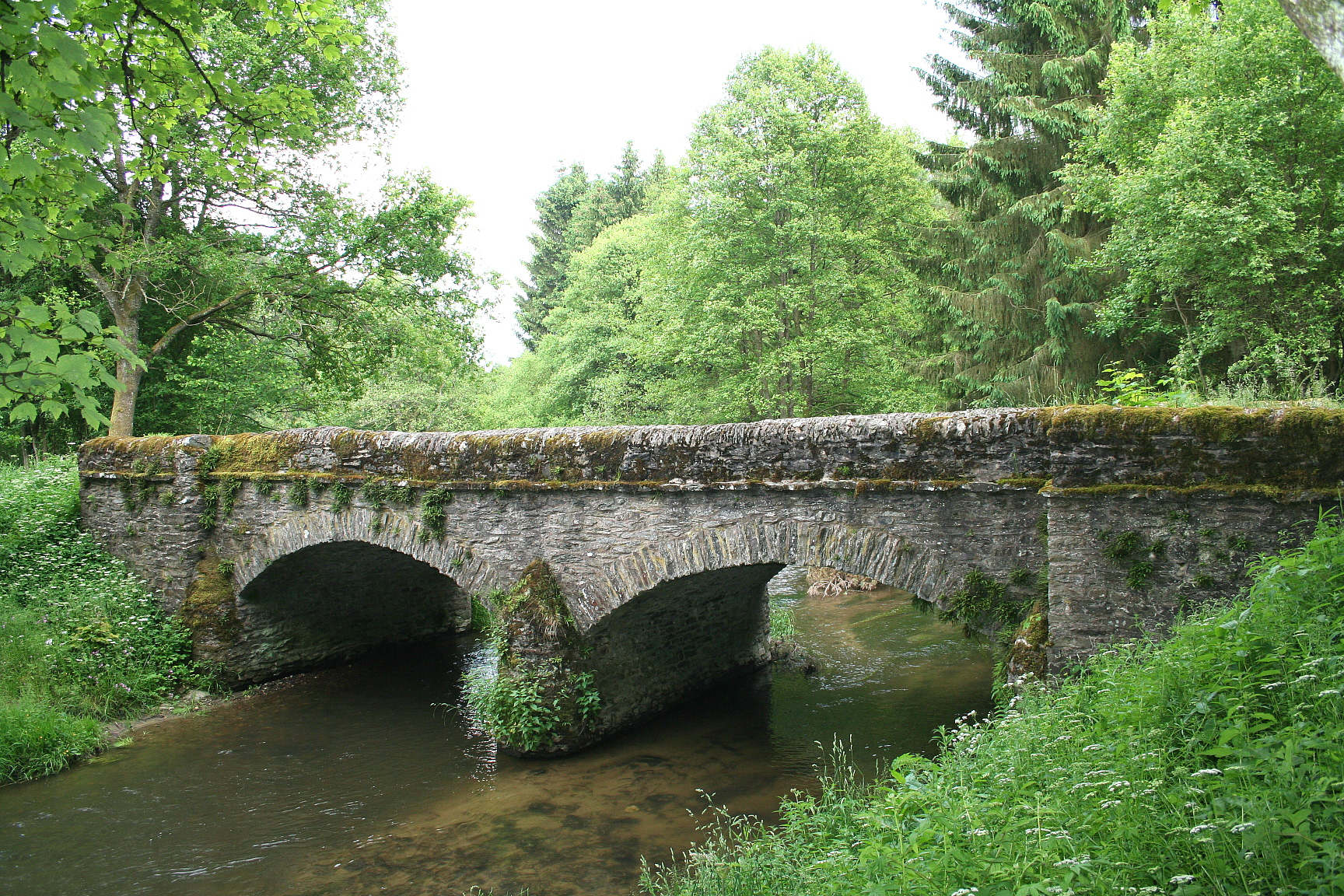
Pont de la Justice.

Écrivains wallons : Ernest Benoit; Pierre Otjacques (qui provient de Glaireuse). Lucien Mahin, cheville ouvrière de la rénovation du wallon est né à Villance. Omer Marchal (1936/1996) journaliste écrivain, grand voyageur (Afrique principalement), roman: Baptiste et le sanglier, Arduina, afrique, afrique, etc., grand défenseur de l'Ardenne. Thérèse Jacquemin artiste peintre et poète à ses heures. Carlo Bronne y a vécu de nombreuses années en seconde résidence avec son épouse Catherine Fallay, comédienne, et y a reçu nos souverains. Un chemin (celui menant à sa demeure) a reçu son nom.

## Personnalité
Philippe Molitor (1869-1952) : lieutenant-général et commandant en chef de la Force publique du Congo belge.  En septembre 1956, un mémorial, orné d'un médaillon de bronze reproduisant les traits du général, œuvre du sculpteur Arthur Dupagène, a été inauguré en son honneur à Villance.